# Nikola Hofmanova
Nikola Hofmanova (Chomutov, 3 de Fevereiro de 1991) é uma tenista profissional áustriaca, seu melhor ranking em simples é N. 161 pela WTA. Em duplas, sua melhor colocação foi alcançada em julho 2011 quando ocupou a posição de N. 223.